# Wendelgard
Wendelgard ist ein alter deutscher weiblicher Vorname.

## Herkunft
Der Namensteil „Wendel-“ könnte sich vom germanischen Stammesnamen der Vandalen ableiten lassen, die Bedeutung von „-gard“ ist unklar, kann aber mit dem altisländischen Namen „Gerðr“ (= Schützerin) in Verbindung gebracht werden.

## Bekannte Namensträgerinnen

### Reale Personen
- Wendelgard von Staden (* 1925), deutsche Schriftstellerin und ehemalige Mitarbeiterin des Auswärtigen Amts

### Literarische Personen
- Wendelgart von Halten, historische Sage von der schweinsrüsseligen Gräfin vom Bodensee aus dem 13. Jahrhundert

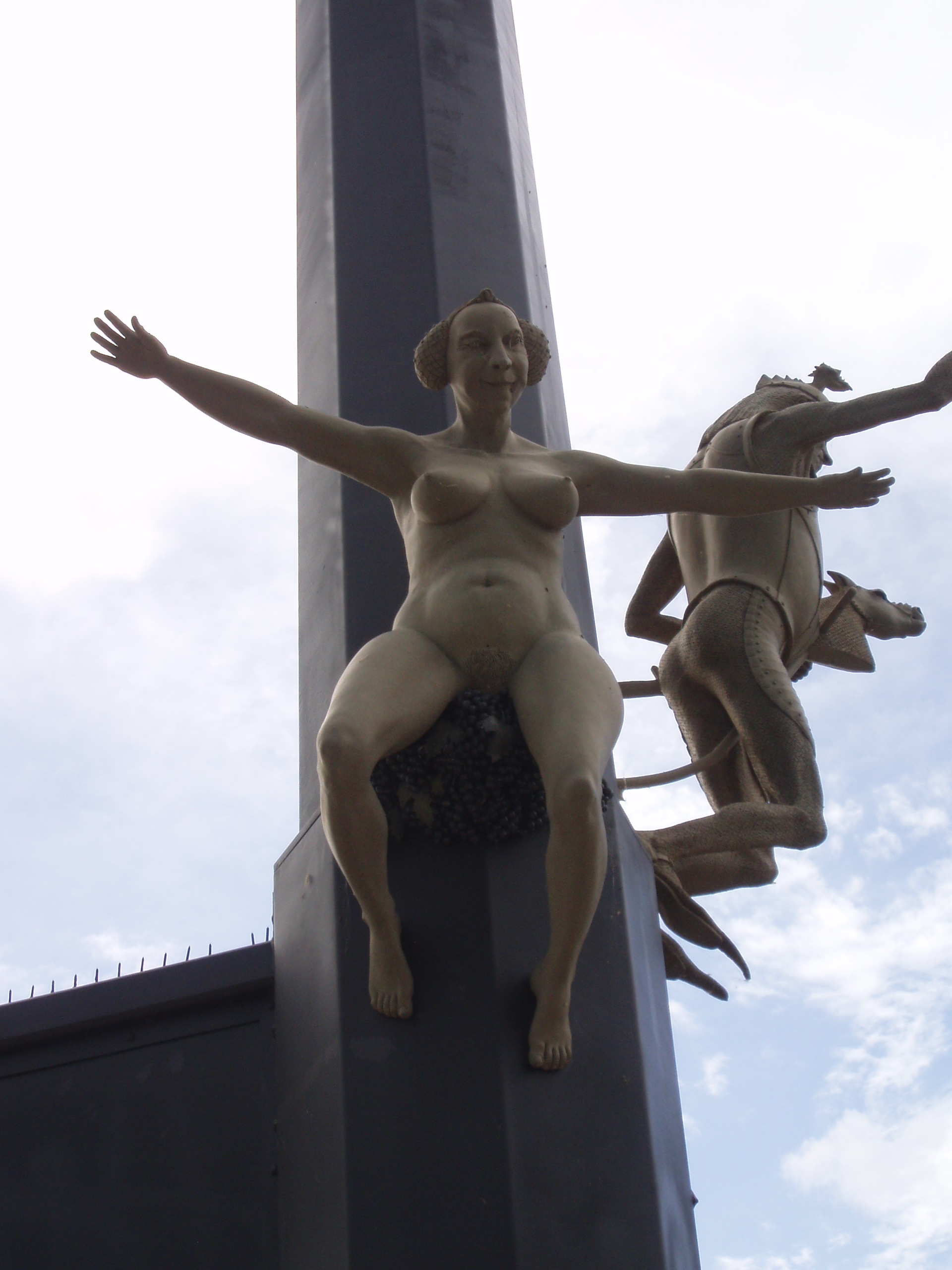
Figur der Wendelgard in der Skulptur von Peter Lenk